# Morpho rhetenor
Morpho rhetenor är en fjärilsart som beskrevs av Pieter Cramer 1775. Morpho rhetenor ingår i släktet Morpho och familjen praktfjärilar. Inga underarter finns listade i Catalogue of Life.

## Bildgalleri

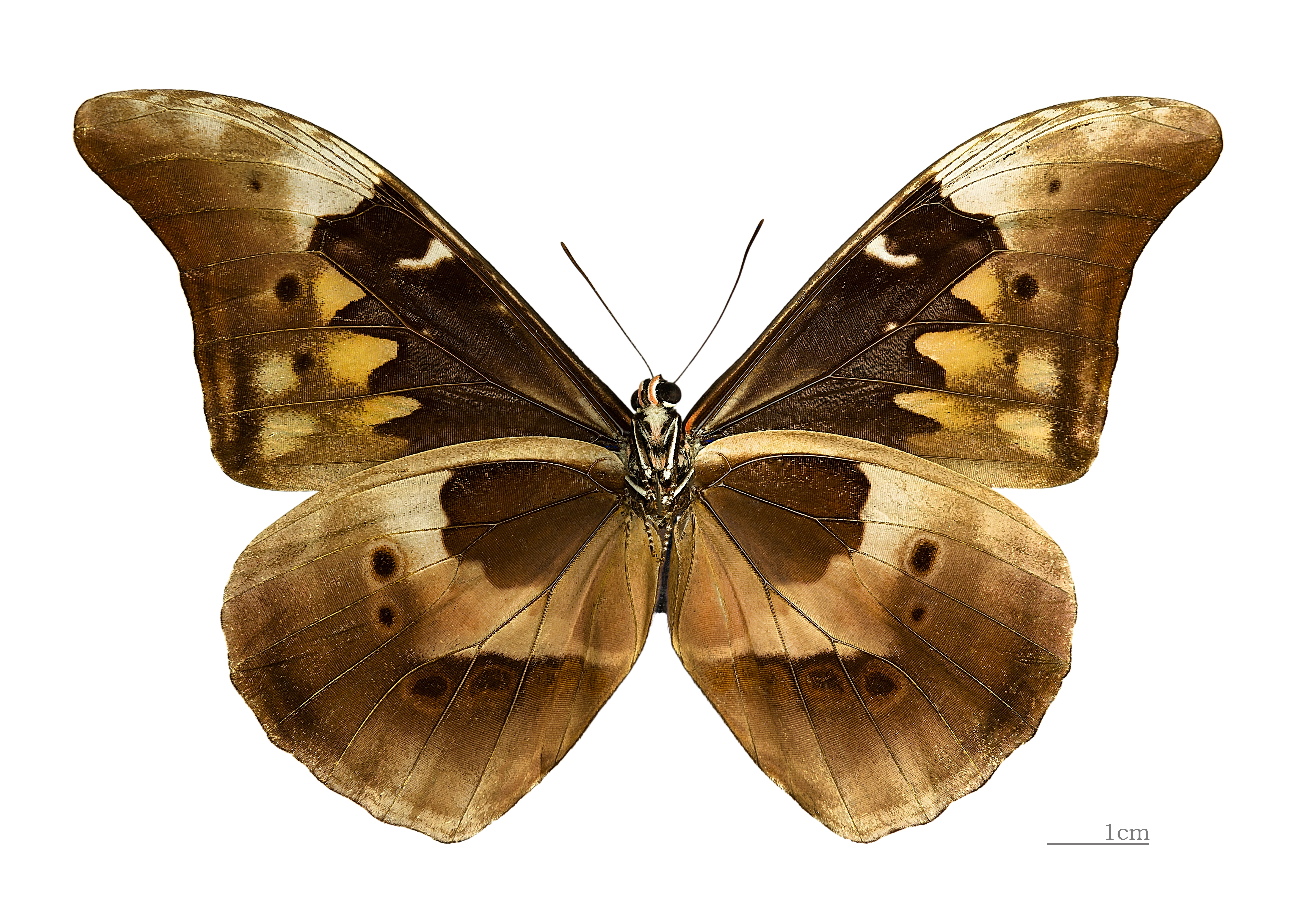
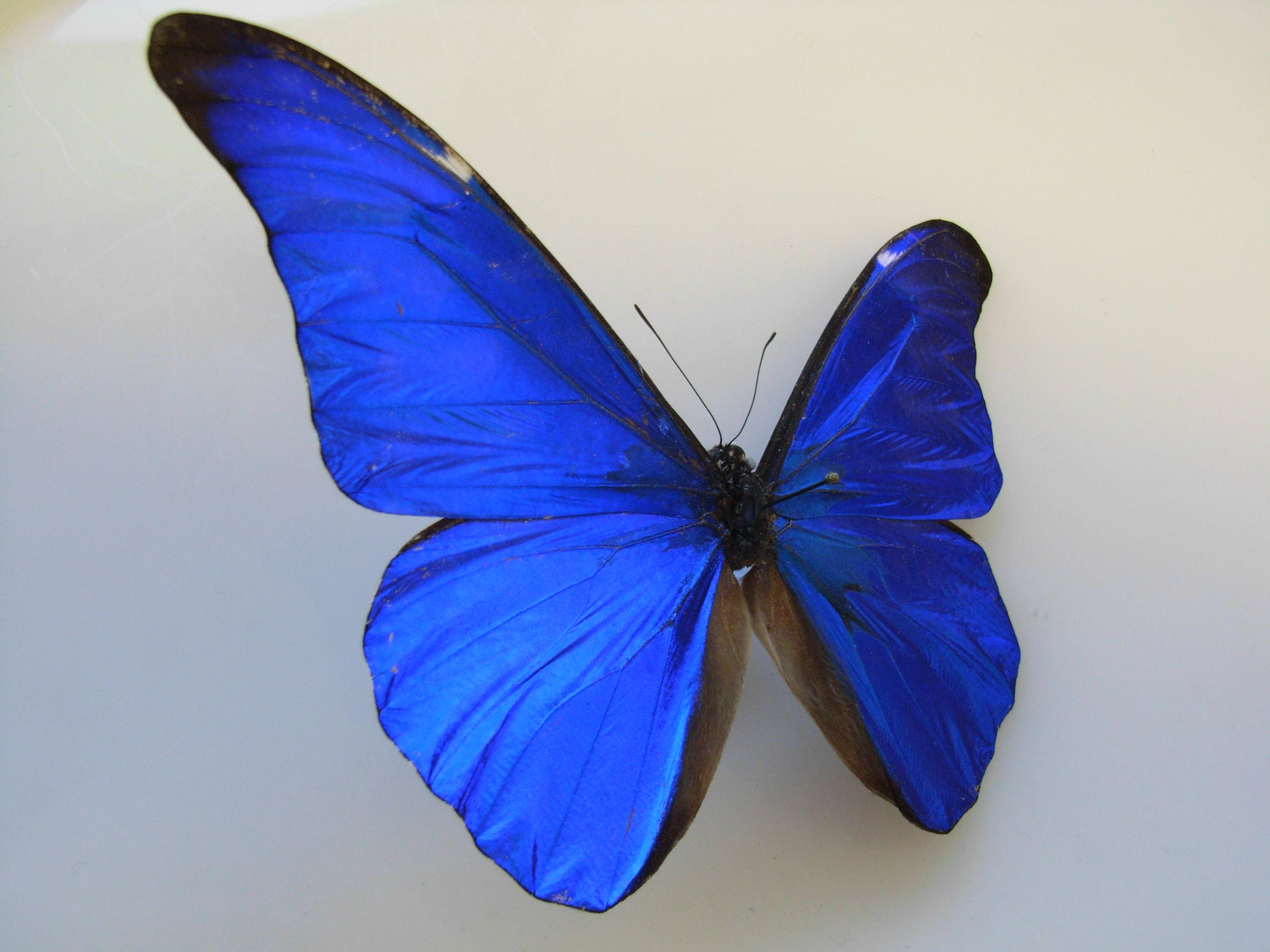
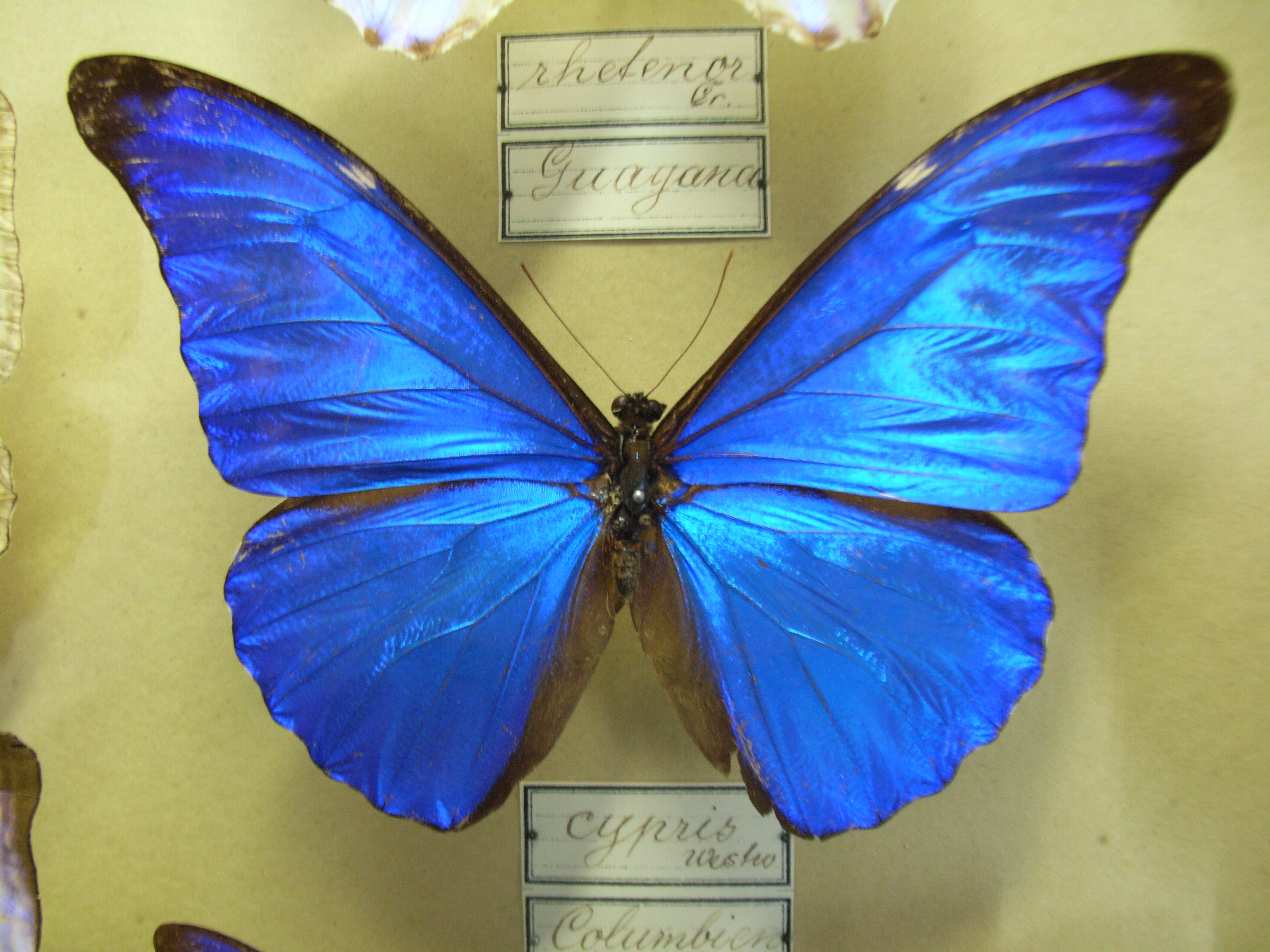
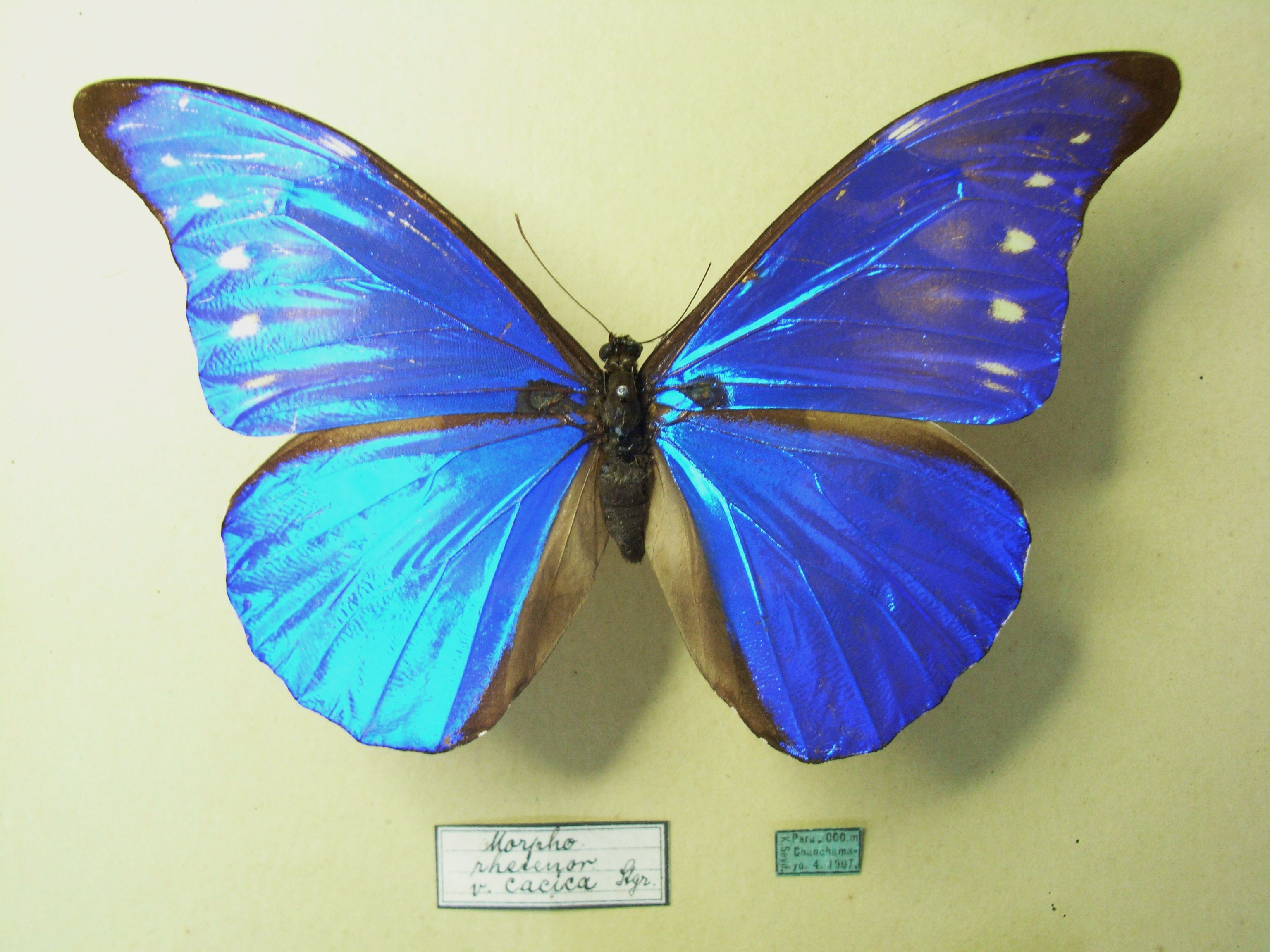